# إيريك كورلي
إيريك كورلي (بالإنجليزية: Eric Gordon Corley)‏ (مواليد 16 ديسمبر 1959)؛ هو مخترق أمريكي برع في فترة التسعينيات من القرن العشرين، وكان له الفضل في اكتشاف طريقة من أجل فك الشفرات الموجودة على أقراص الـDVD الخاصة بالأفلام والأغاني المصورة آنذاك، مما سمح بانتشار الأقراص المقلدة.

## روابط خارجية
- إيريك كورلي على موقع IMDb (الإنجليزية)
- إيريك كورلي على موقع إن إن دي بي (الإنجليزية)
- إيريك كورلي على موقع قاعدة بيانات الفيلم (الإنجليزية)